# Unterer Kleinteich am Prießnitz-Oberlauf

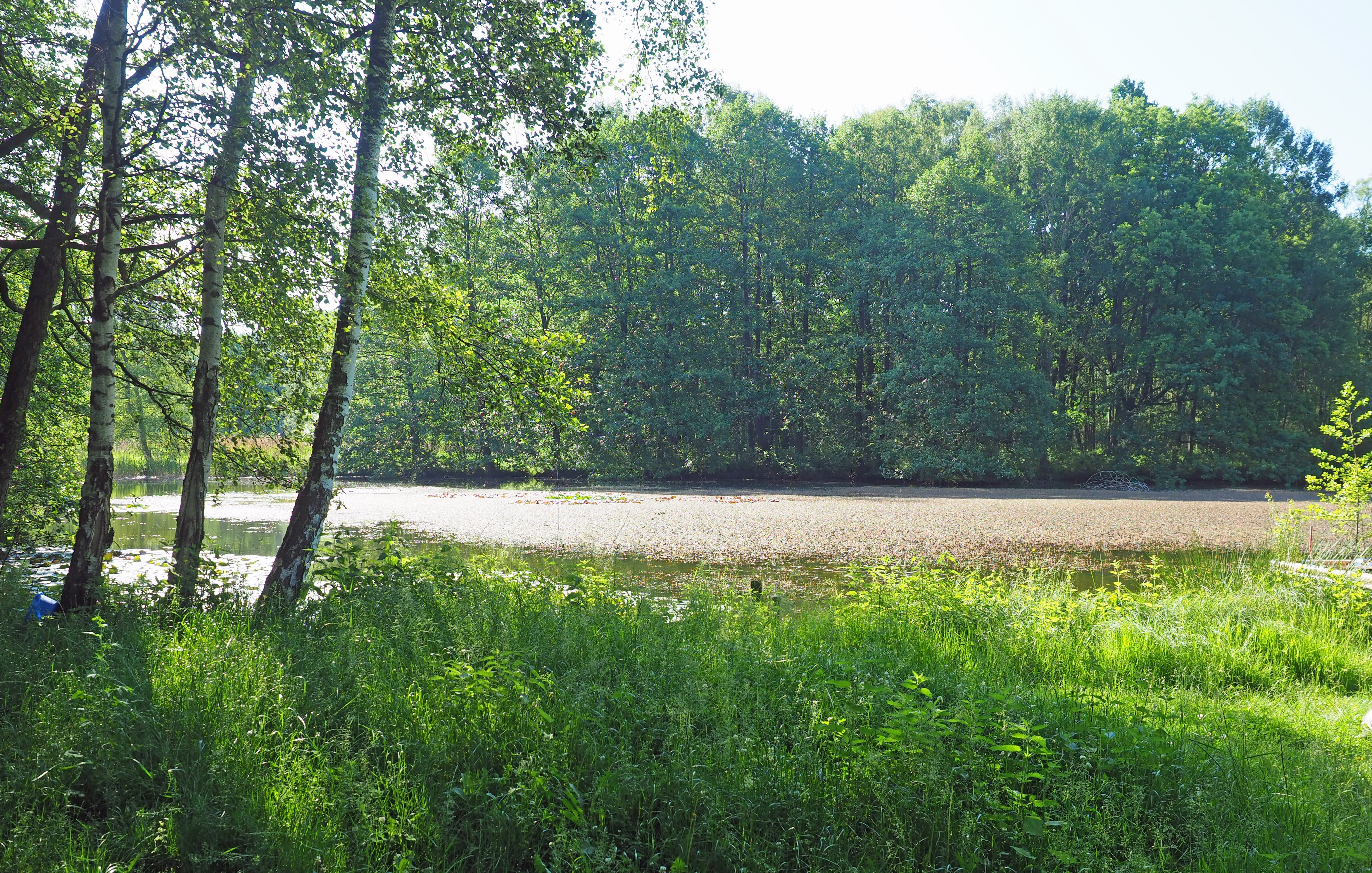
Unterer Kleinteich am Prießnitz-Oberlauf

Mit der Bezeichnung Unterer Kleinteich am Prießnitz-Oberlauf ist ein 2,5 Hektar großes Flächennaturdenkmal (ND 76) an der Prießnitz ausgewiesen. Es befindet sich nördlich des Gewerbegebietes in der Gemarkung Weißig im Schönfelder Hochland an der östlichen Stadtgrenze der sächsischen Landeshauptstadt Dresden.
Es handelt sich um einen Weiher mit Binsen und Schilfbewuchs sowie Birkengehölz und verschiedenen Straucharten. Das Areal ist Reproduktionsgewässer von Lurchen und Wasservögeln, zudem kommen in ihm acht Libellenarten vor.
Im Zuge eines Beschlusses des Kreistages Dresden vom 26. August 1982, bei dem der rund 700 Meter südlich des Kleinteichs gelegene Hutberg und Steinbruch bei Weißig als Flächennaturdenkmal unter Schutz gestellt wurde, ist die Unterschutzstellung der Kleinteiche am Prießnitz-Oberlauf vorbereitet worden. Damaliger Grund für die Schutzbedürftigkeit waren die Vorkommen von Erdkröte, Grasfrosch, Teichfrosch, Springfrosch, Ringelnatter und Waldeidechse, Bart- und Zwergfledermaus (Rote Liste).